# Pelastoneurus obtusus
Pelastoneurus obtusus är en tvåvingeart som först beskrevs av Van Duzee 1933.  Pelastoneurus obtusus ingår i släktet Pelastoneurus och familjen styltflugor.
Artens utbredningsområde är Guatemala. Inga underarter finns listade i Catalogue of Life.